# Grand Prix Formule 1 van Monaco 2017
De Grand Prix Formule 1 van Monaco 2017 werd gehouden op 28 mei op het Circuit de Monaco. Het was de zesde race van het kampioenschap.

## Achtergrond
Bij het team van McLaren werd vaste coureur Fernando Alonso eenmalig vervangen door testrijder Jenson Button. Alonso sloeg deze Grand Prix over om deel te nemen aan de Indianapolis 500.

## Vrije trainingen

### Uitslagen
- Er wordt enkel de top-5 weergegeven.

| Vrije training 1 | Pos | No | Coureur          | Constructeur       | Tijd     |
| ---------------- | --- | -- | ---------------- | ------------------ | -------- |
| Vrije training 1 | 1   | 44 | Lewis Hamilton   | Mercedes           | 1:13.425 |
| Vrije training 1 | 2   | 5  | Sebastian Vettel | Ferrari            | 1:13.621 |
| Vrije training 1 | 3   | 33 | Max Verstappen   | Red Bull-TAG Heuer | 1:13.771 |
| Vrije training 1 | 4   | 77 | Valtteri Bottas  | Mercedes           | 1:13.791 |
| Vrije training 1 | 5   | 3  | Daniel Ricciardo | Red Bull-TAG Heuer | 1:13.854 |
| Vrije training 2 | Pos | No | Coureur          | Constructeur       | Tijd     |
| Vrije training 2 | 1   | 5  | Sebastian Vettel | Ferrari            | 1:12.720 |
| Vrije training 2 | 2   | 3  | Daniel Ricciardo | Red Bull-TAG Heuer | 1:13.207 |
| Vrije training 2 | 3   | 7  | Kimi Räikkönen   | Ferrari            | 1:13.283 |
| Vrije training 2 | 4   | 26 | Daniil Kvjat     | Toro Rosso         | 1:13.331 |
| Vrije training 2 | 5   | 55 | Carlos Sainz jr. | Toro Rosso         | 1:13.400 |
| Vrije training 3 | Pos | No | Coureur          | Constructeur       | Tijd     |
| Vrije training 3 | 1   | 5  | Sebastian Vettel | Ferrari            | 1:12.395 |
| Vrije training 3 | 2   | 7  | Kimi Räikkönen   | Ferrari            | 1:12.740 |
| Vrije training 3 | 3   | 77 | Valtteri Bottas  | Mercedes           | 1:12.830 |
| Vrije training 3 | 4   | 33 | Max Verstappen   | Red Bull-TAG Heuer | 1:12.940 |
| Vrije training 3 | 5   | 44 | Lewis Hamilton   | Mercedes           | 1:13.230 |

## Kwalificatie
Ferrari-coureur Kimi Räikkönen kwalificeerde zichzelf op de pole position, het was de eerste keer dat hij de kwalificatie als snelste afsloot sinds de Grand Prix van Frankrijk 2008. Zijn teamgenoot Sebastian Vettel kwalificeerde zich als tweede, met Mercedes-coureur Valtteri Bottas op de derde plaats. Diens teamgenoot Lewis Hamilton wist verrassend niet door het tweede deel van de kwalificatie te komen als gevolg van een gebrek aan grip en eindigde slechts op de veertiende plaats. Het Red Bull-duo Max Verstappen en Daniel Ricciardo kwalificeerde zich als vierde en vijfde, voor de Toro Rosso van Carlos Sainz jr., die zich knap als zesde plaatste. Force India-coureur Sergio Pérez zette de zevende tijd neer, terwijl Romain Grosjean zich voor Haas de achtste tijd reed. Het McLaren-duo Jenson Button en Stoffel Vandoorne sloten de top 10 af, alhoewel Vandoorne geen tijd neerzette vanwege een crash aan het eind van het tweede deel van de kwalificatie.
Stoffel Vandoorne veroorzaakte in de voorgaande race in Spanje een ongeluk doordat hij de Williams van Felipe Massa in de 32ste ronde raakte. Hiervoor ontving hij na afloop van de kwalificatie een straf van drie startplaatsen. Zijn teamgenoot Jenson Button kreeg een gridstraf van vijftien startplaatsen omdat hij enkele onderdelen van zijn motor moest vervangen. Omdat hij in de auto van Fernando Alonso heeft plaatsgenomen, zijn diens gebruikte motoronderdelen opgeteld bij die van Button. Uiteindelijk moest hij de race vanuit de pitstraat starten.

### Kwalificatie-uitslag
| Pos                 | No | Coureur           | Constructeur         | Q1       | Q2       | Q3        | Grid |
| ------------------- | -- | ----------------- | -------------------- | -------- | -------- | --------- | ---- |
| 1                   | 7  | Kimi Räikkönen    | Ferrari              | 1:13.117 | 1:12.231 | 1:12.178  | 1    |
| 2                   | 5  | Sebastian Vettel  | Ferrari              | 1:13.090 | 1:12.449 | 1:12.221  | 2    |
| 3                   | 77 | Valtteri Bottas   | Mercedes             | 1:13.325 | 1:12.901 | 1:12.223  | 3    |
| 4                   | 33 | Max Verstappen    | Red Bull-TAG Heuer   | 1:13.078 | 1:12.697 | 1:12.496  | 4    |
| 5                   | 3  | Daniel Ricciardo  | Red Bull-TAG Heuer   | 1:13.219 | 1:13.011 | 1:12.998  | 5    |
| 6                   | 55 | Carlos Sainz jr.  | Toro Rosso           | 1:13.526 | 1:13.397 | 1:13.162  | 6    |
| 7                   | 11 | Sergio Pérez      | Force India-Mercedes | 1:13.530 | 1:13.430 | 1:13.329  | 7    |
| 8                   | 8  | Romain Grosjean   | Haas-Ferrari         | 1:13.786 | 1:13.203 | 1:13.349  | 8    |
| 9                   | 22 | Jenson Button     | McLaren-Honda        | 1:13.723 | 1:13.453 | 1:13.613  | Pit  |
| 10                  | 2  | Stoffel Vandoorne | McLaren-Honda        | 1:13.475 | 1:13.249 | geen tijd | 12   |
| 11                  | 26 | Daniil Kvjat      | Toro Rosso           | 1:13.899 | 1:13.516 |           | 9    |
| 12                  | 27 | Nico Hülkenberg   | Renault              | 1:13.787 | 1:13.628 |           | 10   |
| 13                  | 20 | Kevin Magnussen   | Haas-Ferrari         | 1:13.531 | 1:13.959 |           | 11   |
| 14                  | 44 | Lewis Hamilton    | Mercedes             | 1:13.640 | 1:14.106 |           | 13   |
| 15                  | 19 | Felipe Massa      | Williams-Mercedes    | 1:13.796 | 1:20.529 |           | 14   |
| 16                  | 31 | Esteban Ocon      | Force India-Mercedes | 1:14.101 |          |           | 15   |
| 17                  | 30 | Jolyon Palmer     | Renault              | 1:14.696 |          |           | 16   |
| 18                  | 19 | Lance Stroll      | Williams-Mercedes    | 1:14.893 |          |           | 17   |
| 19                  | 94 | Pascal Wehrlein   | Sauber-Ferrari       | 1:15.159 |          |           | 18   |
| 20                  | 9  | Marcus Ericsson   | Sauber-Ferrari       | 1:15.276 |          |           | 19   |
| 107% tijd: 1:18.193 |    |                   |                      |          |          |           |      |

## Wedstrijd
Sebastian Vettel won zijn derde race van het seizoen door met een betere pitstopstrategie zijn teamgenoot Kimi Räikkönen in te halen. Daniel Ricciardo eindigde op de derde plaats; ook hij wist door een betere pitstopstrategie plaatsen te winnen en zo voor Valtteri Bottas en Max Verstappen, die vierde en vijfde werden, te eindigen. Carlos Sainz jr. behaalde een goede zesde plaats door in de slotronden de snellere Lewis Hamilton achter zich te houden. De Haas-coureurs Romain Grosjean en Kevin Magnussen eindigden respectievelijk op de achtste en tiende plaats, terwijl Felipe Massa tussen hen in als negende wist te finishen.

### Race-uitslag
| Pos. | No. | Coureur           | Constructeur         | Rondes | Tijd/Oorzaak uitval | Grid | Punten |
| ---- | --- | ----------------- | -------------------- | ------ | ------------------- | ---- | ------ |
| 1    | 5   | Sebastian Vettel  | Ferrari              | 78     | 1:44:44.340         | 2    | 25     |
| 2    | 7   | Kimi Räikkönen    | Ferrari              | 78     | +3.145              | 1    | 18     |
| 3    | 3   | Daniel Ricciardo  | Red Bull-TAG Heuer   | 78     | +3.745              | 5    | 15     |
| 4    | 77  | Valtteri Bottas   | Mercedes             | 78     | +5.517              | 3    | 12     |
| 5    | 33  | Max Verstappen    | Red Bull-TAG Heuer   | 78     | +6.199              | 4    | 10     |
| 6    | 55  | Carlos Sainz jr.  | Toro Rosso           | 78     | +12.038             | 6    | 8      |
| 7    | 44  | Lewis Hamilton    | Mercedes             | 78     | +15.801             | 13   | 6      |
| 8    | 8   | Romain Grosjean   | Haas-Ferrari         | 78     | +18.150             | 8    | 4      |
| 9    | 19  | Felipe Massa      | Williams-Mercedes    | 78     | +19.445             | 14   | 2      |
| 10   | 20  | Kevin Magnussen   | Haas-Ferrari         | 78     | +21.443             | 11   | 1      |
| 11   | 30  | Jolyon Palmer     | Renault              | 78     | +22.737             | 16   |        |
| 12   | 31  | Esteban Ocon      | Force India-Mercedes | 78     | +23.725             | 15   |        |
| 13   | 11  | Sergio Pérez      | Force India-Mercedes | 78     | +39.089             | 7    |        |
| 14   | 26  | Daniil Kvjat      | Toro Rosso           | 71     | Ongeluk             | 9    |        |
| 15   | 18  | Lance Stroll      | Williams-Mercedes    | 71     | Remmen              | 17   |        |
| DNF  | 2   | Stoffel Vandoorne | McLaren-Honda        | 66     | Ongeluk             | 12   |        |
| DNF  | 9   | Marcus Ericsson   | Sauber-Ferrari       | 63     | Ongeluk             | 19   |        |
| DNF  | 22  | Jenson Button     | McLaren-Honda        | 57     | Ongeluk             | Pit  |        |
| DNF  | 94  | Pascal Wehrlein   | Sauber-Ferrari       | 57     | Ongeluk             | 18   |        |
| DNF  | 27  | Nico Hülkenberg   | Renault              | 15     | Versnellingsbak     | 10   |        |

## Tussenstanden wereldkampioenschap
Betreft tussenstanden voor het wereldkampioenschap na afloop van de race.

### Coureurs
| Positie | No. | Rijder           | Team                 | Punten |
| ------- | --- | ---------------- | -------------------- | ------ |
| 01      | 5   | Sebastian Vettel | Ferrari              | 129    |
| 02      | 44  | Lewis Hamilton   | Mercedes             | 104    |
| 03      | 77  | Valtteri Bottas  | Mercedes             | 75     |
| 04      | 7   | Kimi Räikkönen   | Ferrari              | 67     |
| 05      | 3   | Daniel Ricciardo | Red Bull-TAG Heuer   | 52     |
| 06      | 33  | Max Verstappen   | Red Bull-TAG Heuer   | 45     |
| 07      | 11  | Sergio Pérez     | Force India-Mercedes | 34     |
| 08      | 55  | Carlos Sainz jr. | Toro Rosso           | 25     |
| 09      | 19  | Felipe Massa     | Williams-Mercedes    | 20     |
| 10      | 31  | Esteban Ocon     | Force India-Mercedes | 19     |

### Constructeurs
| Positie | Team                 | Punten |
| ------- | -------------------- | ------ |
| 01      | Ferrari              | 196    |
| 02      | Mercedes             | 179    |
| 03      | Red Bull-TAG Heuer   | 97     |
| 04      | Force India-Mercedes | 53     |
| 05      | Toro Rosso           | 29     |
| 06      | Williams-Mercedes    | 20     |
| 07      | Renault              | 14     |
| 08      | Haas-Ferrari         | 14     |
| 09      | Sauber-Ferrari       | 4      |
| 10      | McLaren-Honda        | 0      |